# Rudolf Sempf
Friedrich August Rudolf Sempf (* 15. August 1900 in Hildesheim; † 20. September 1982 in Bad Wildungen) war ein deutscher Kommunalpolitiker (NSDAP) und Abgeordneter des Provinziallandtages der preußischen Provinz Hessen-Nassau.

## Leben
Rudolf Sempf war der Sohn des Eisenbahnarbeiters August Sempf und dessen Ehefrau Luise Sempf, geb. Rose. Nach dem Besuch der Volksschulen in Baddeckenstedt, Buckau (Magdeburg) und Hahausen (Harz) nahm Sempf eine Drogistenlehre bei einem Kolonialwarenhändler in Goslar auf, die er nach dem Umzug nach Kassel (April 1916) dort bis zu seiner Einberufung während des Ersten Weltkriegs fortsetzte. Nach Kriegsende betätigte er sich in unterschiedlichen Stellungen in Kassel und Leipzig, bevor er 1923 nach Kassel zurückkehrte. 1926 begründete er dort im Haus der Darmstädter und Nationalbank eine eigene Drogerie, die er jedoch 1928 wieder aufgab, nachdem sie in Konkurs ging. Im Weiteren war Sempf bis 1931 im Autohandelsgeschäft seines Schwiegervaters und nachfolgend im Zeitungshandel und als Gelegenheitsvertretung tätig.
Nach seinem Eintritt zum 1. Juni 1928 in die NSDAP (Mitgliedsnummer 91.403) erhielt er nach der Machtergreifung 1933 als deren Vertreter ein Mandat für den Kurhessischen Kommunallandtag des Regierungsbezirks Kassel, aus dessen Mitte er zum Abgeordneten des Provinziallandtages der Provinz Hessen-Nassau bestimmt wurde. Er war der Nachfolger des Abgeordneten Karl  Weinrich. Seit 1934 Mitglied des Deutschen Roten Kreuzes, wurde er 1931 zum Gauredner, 1940 zum Reichs-Einsatzredner und 1942 zum Kreisführer ernannt.
Von 1934 bis 1945  war er Bürgermeister der Stadt Bad Wildungen. Sempf wurde am 5. Mai 1945 verwundet von der US-Army gefangen genommen und in das Internierungslager Darmstadt-Lager verbracht. Er wurde nach Ende des Zweiten Weltkriegs im Jahr 1948 wegen seiner Beteiligung an den blutigen Vorfällen in Ochshausen im März 1933 vor dem Landgericht Kassel zu 21 Monaten Haft verurteilt. Am 28. Februar 1951 erfolgte die Aufhebung des Urteils durch die II. Strafkammer des Landgerichts Kassel mit einem Freispruch.
Im Rahmen der Entnazifizierung lief gegen Sempf bis 1954 ein Spruchkammerverfahren, in dem er als Hauptbeschuldigter (Kategorie I) eingestuft war. Das Verfahren wurde am 22. Januar 1954 ohne Ergebnis eingestellt.

## Funktionen und Parteiämter
(Quelle: )
- Mai 1930: Redner der NSDAP, eingesetzt bei Wahlkämpfen
- Juni 1930 bis Juli 1931: Leiter der Sektion Nord der NSDAP-Ortsgruppe Kassel
- 1930/31 sowie von 1932 bis 1945: Mitglied der SA, zuletzt im Rang eines Obersturmführer
- 1931 und 1932: Mitglied der SS
- Juli 1931 bis Januar 1932: Organisations- und Propagandaleiter des Gaubezirks Nord
- Januar 1932 bis März 1934: NSDAP-Kreisleiter Kassel-Land
- November 1933 bis August 1934: NSDAP-Kreisleiter der Kreise der Eder, des Eisenbergs und der Twiste
- 1940 bis 1945: Angehöriger des Sicherheitsdienstes (SD).